# تاباكولو حاد المنقار
تاباكولو حاد المنقار (الاسم العلمي: Scytalopus acutirostris) (بالإنجليزية: Tschudi's Tapaculo)‏ هو نوع من الطيور يتبع جنس التاباكولو من فصيلة التاباكولات.